# Општина Иг
Општина Иг (словен. Ig) је једна од општина Средњесловенска регија у држави Словенији. Седиште општине је градић Иг.

## Природне одлике
Рељеф: Општина Иг налази се у средишњем делу државе, јужно од Љубљане. Јужни део општине је брдско-планински (планина Крим), док се северни спушта у Љубљанско барје.
Клима: У општини влада умерено континентална клима.
Воде: Најважнија вода у општини је Љубљанско барје, из кога истиче река Љубљаница. Најважнији водоток је поток Ижица.

## Становништво
Општина Иг је средње густо насељена.

## Насеља општине
| - Брест - Високо - Врбљене - Голо - Горњи Иг - Драга | - Добравица - Запоток - Иг - Ишка - Ишка Вас - Ишка Лока | - Кот - Кременица - Матена - Подгозд - Подкрај - Рогатец над Желимљами | - Сарско - Селник - Стаје - Страхомер - Суша - Томишељ - Шкриље |  |